# Love Story (Taylor Swift)
"Love Story" is een nummer van de Amerikaanse zangeres Taylor Swift. Het is de eerste single van haar tweede studioalbum Fearless. In Nederland is het nummer haar eerste succes in de hitlijsten. Radio 538 verkoos het nummer tot Alarmschijf. In de Verenigde Staten werd het nummer in september 2008 uitgebracht, waarna het een vierde plaats behaalde in de Billboard Hot 100 en de eerste plaats in de Billboard Hot Country Songs. In Europa werd het nummer pas in maart 2009 uitgebracht.
Een nieuw opgenomen versie van "Love Story" werd uitgebracht in februari 2021. Daarmee was "Love Story" de eerste heropname die Swift uitbracht naar aanleiding van haar conflict met Big Machine Records over haar masteropnames. Ook deze versie behaalde de top van de Billboard Hot Country Songs. Daardoor is Swift, naast Dolly Parton, de enige artiest die deze hitlijst met twee versies van hetzelfde nummer heeft aangevoerd.

## Achtergrond
Het idee voor "Love Story" ontstond toen Swift een jongen die ze leuk vond had voorgesteld aan haar vrienden en familie, maar niemand hem mocht. Daardoor herkende ze zich opeens in het toneelstuk Romeo en Julia van Shakespeare, waarin de hoofdpersonages ook een geliefde hebben die niet wordt goedgekeurd door hun families. In een interview zei Swift dat ze in deze situatie dacht: "This is difficult but it's real, it matters--it's not simple or easy but it's real" [Het is moeilijk, maar het is echt, het doet er toe - het is niet gemakkelijk, maar het is echt]. Vanuit die gedachte ontwikkelde ze "Love Story". Tot het laatste refrein volgt "Love Story" het verhaal van Romeo en Julia. Echter, waar het origineel eindigt in een tragedie gaf Swift haar nummer een positief einde waarin Romeo en Julia trouwen en lang en gelukkig leven.
Het nummer wordt begeleid door een banjo en een gitaar. Op de (internationale) radioversie zijn echter de countryinstrumenten eruit gehaald.

## Videoclip
De videoclip van "Love Story" ging op 12 september 2008 in première. In de clip ziet Swift een man (Justin Gaston), zittend onder een boom. Vervolgens zijn scènes te zien die afwisselend flashbacks en heden tonen. Taylor Swift zingt met op de achtergrond een kasteel. Ze wacht op haar prins. In de flashbacks is ze dansend met haar vriend op een gala te zien. Het liefdesverhaal eindigt als de prins/vriend aankomt in het heden. Net als in het nummer zitten er in de videoclip verwijzingen naar Romeo en Julia.

## Prijzen en nominaties
Swift won verschillende prijzen voor "Love Story". Dit waren met name prijzen voor countrymuziek. Zo won ze de BMI Country Award voor het beste nummer in 2009 voor "Love Story". Daarnaast won ze prijzen voor de beste videoclip bij de CMT Music Awards en de Country Music Association Awards. Ook werd de videoclip van "Love Story" genomineerd bij de Academy of Country Music Awards, maar deze nominatie wist Swift niet te verzilveren.

## Optredens
Swift heeft vele malen "Love Story" ten gehore gebracht. In 2008 en 2009 deed ze dat vooral om de single en het bijbehorende album Fearless te promoten. Zo trad ze op bij Good Morning America, Saturday Night Live en de Ellen DeGeneres Show. Ook op haar Fearless Tour trad ze met "Love Story" op. Dat optreden had een Victoriaans tintje en begon met een stuk uit Johann Pachelbels Canon in D.
Ook op de tours die volgden bracht Swift altijd "Love Story" ten gehore, al deed ze dat soms in een iets andere vorm. Voor haar 1989 World Tour speelde ze "arena rock" versie van het nummer en tijdens de Reputation Stadium Tour combineerde ze "Love Story" met "Style" en "You Belong with Me". "Love Story" was ook deel van de medley die Swift zong ter ere van haar prijs voor artiest van het decennium bij de American Music Awards in 2019.

## Taylor's version

### Achtergrond
In 2018 verliet Swift Big Machine Records, de platenmaatschappij waarbij zij haar eerste zes albums uitbracht. De masteropnames van deze zes platen bleven in handen van Big Machine Records. Swift gaf later aan dat ze pogingen had ondernomen om deze masteropnames over te kopen van Big Machine Records, maar dat de platenmaatschappij dat alleen wilde wanneer zij nog eens zes albums bij hen zou uitbrengen. Dat wilde Swift niet, dus vertrok ze.
In juni 2019 werd Big Machine Records, inclusief Swifts masteropnames, doorverkocht aan Scooter Braun. Swift liet zich hier negatief over uit, omdat ze niet op de hoogte zou zijn geweest en omdat Braun haar jarenlang getreiterd zou hebben. Later dat jaar kondigde Swift aan dat ze, zodra dat zou mogen, ze haar eerste zes albums opnieuw wilde opnemen. Op deze manier zou ze de rechten over de nieuwe masteropnames hebben waardoor de oude masteropnames minder waard zouden worden. Hoewel Swifts masteropnames werden doorverkocht in oktober 2020, besloot Swift door te gaan met het opnieuw opnemen van haar albums omdat Braun nog steeds van haar oude werk zou kunnen profiteren.

### Uitgave
In december 2020 gaf Swift een eerste glimp van de heropnames. Ze liet goede vriend Ryan Reynolds namelijk een stukje van de nieuw opgenomen versie van "Love Story" gebruiken in een reclame. Twee maanden later bracht ze de nieuwe versie van "Love Story" officieel uit. Dit was het eerste heropgenomen nummer dat Swift uitbracht. Deze opnieuw opgenomen versie heet "Love Story (Taylor's Version)".
De nieuwe versie van "Love Story" lijkt erg veel op de oude versie. Dat heeft Swift waarschijnlijk expres gedaan zodat de nieuwe versie de originele versie kan vervangen. Toch zijn er ook verschillen tussen de twee versies. Zo klinkt Swifts stem volwassener en zijn de instrumenten beter van elkaar te onderscheiden.

### Ontvangst
"Love Story (Taylor's Version)" werd over het algemeen positief ontvangen door critici. Volgens hen was het Swift gelukt om de originele warmte van "Love Story" te behouden ondanks het feit dat Swift volwassener klinkt. Sommige critici waren teleurgesteld dat de twee versies zo op elkaar lijken en dat er maar weinig van Swifts volwassenheid van folklore en evermore doorschemerde in de nieuwe versie.
Ook door het publiek werd "Love Story (Taylor's Version)" goed ontvangen. Het nummer werd in de eerste week miljoenen keren gestreamd en bereikte de top van de Billboard Hot Country Songs. Aangezien de originele ook de eerste plek in die hitlijst behaalde, is Swift samen met Dolly Parton de enige artiest die deze hitlijst met twee verschillende versies van hetzelfde nummer heeft aangevoerd. In Nederland en Vlaanderen belandde "Love Story (Taylor's Version)" in de Tipparade.

## Tracklist
| Nr. | Titel      | Duur |
| --- | ---------- | ---- |
| 1.  | Love Story | 3:57 |

| Nr. | Titel                | Duur |
| --- | -------------------- | ---- |
| 1.  | Love Story (Pop-mix) | 3:53 |

| Nr. | Titel                                   | Duur |
| --- | --------------------------------------- | ---- |
| 1.  | Love Story (Pop-mix (Verenigde Staten)) | 3:53 |
| 2.  | Love Story                              | 3:57 |

| Nr. | Titel                              | Duur |
| --- | ---------------------------------- | ---- |
| 1.  | Love Story                         | 3:57 |
| 2.  | Love Story (Digital Dog radio mix) | 3:11 |

| Nr. | Titel                              | Duur |
| --- | ---------------------------------- | ---- |
| 1.  | Love Story                         | 3:57 |
| 2.  | Beautiful Eyes                     | 2:57 |
| 3.  | Love Story (Digital Dog radio mix) | 3:11 |

## Hitnoteringen
In zowel Nederland als België was Love Story het eerste nummer van Swift dat grootschalige aandacht kreeg. In Nederland werd "Love Story" gekozen tot Alarmschijf door Radio 538 en behaalde het een 13e plek in de Top 40. In België behaalde "Love Story" de Ultratop 50 niet, maar werd de single wel getipt. In de Verenigde Staten bereikte "Love Story" een vierde plek in de Billboard Hot 100. Daarmee was de single Swifts eerste top 5 hit in de VS.

### Nederlandse Top 40
| Hitnotering: 28-02-2009 t/m 25-04-2009 | Hitnotering: 28-02-2009 t/m 25-04-2009 | Hitnotering: 28-02-2009 t/m 25-04-2009 | Hitnotering: 28-02-2009 t/m 25-04-2009 | Hitnotering: 28-02-2009 t/m 25-04-2009 | Hitnotering: 28-02-2009 t/m 25-04-2009 | Hitnotering: 28-02-2009 t/m 25-04-2009 | Hitnotering: 28-02-2009 t/m 25-04-2009 | Hitnotering: 28-02-2009 t/m 25-04-2009 | Hitnotering: 28-02-2009 t/m 25-04-2009 | Hitnotering: 28-02-2009 t/m 25-04-2009 |
| Week:                                  | 1                                      | 2                                      | 3                                      | 4                                      | 5                                      | 6                                      | 7                                      | 8                                      | 9                                      |                                        |
| -------------------------------------- | -------------------------------------- | -------------------------------------- | -------------------------------------- | -------------------------------------- | -------------------------------------- | -------------------------------------- | -------------------------------------- | -------------------------------------- | -------------------------------------- | -------------------------------------- |
| Positie:                               | 30                                     | 21                                     | 17                                     | 14                                     | 13                                     | 20                                     | 37                                     | 37                                     | 40                                     | uit                                    |

### NederlandseSingle Top 100
| Hitnotering: 28-02-2009 t/m 16-05-2009 | Hitnotering: 28-02-2009 t/m 16-05-2009 | Hitnotering: 28-02-2009 t/m 16-05-2009 | Hitnotering: 28-02-2009 t/m 16-05-2009 | Hitnotering: 28-02-2009 t/m 16-05-2009 | Hitnotering: 28-02-2009 t/m 16-05-2009 | Hitnotering: 28-02-2009 t/m 16-05-2009 | Hitnotering: 28-02-2009 t/m 16-05-2009 | Hitnotering: 28-02-2009 t/m 16-05-2009 | Hitnotering: 28-02-2009 t/m 16-05-2009 | Hitnotering: 28-02-2009 t/m 16-05-2009 | Hitnotering: 28-02-2009 t/m 16-05-2009 | Hitnotering: 28-02-2009 t/m 16-05-2009 | Hitnotering: 28-02-2009 t/m 16-05-2009 |
| Week:                                  | 1                                      | 2                                      | 3                                      | 4                                      | 5                                      | 6                                      | 7                                      | 8                                      | 9                                      | 10                                     | 11                                     | 12                                     |                                        |
| -------------------------------------- | -------------------------------------- | -------------------------------------- | -------------------------------------- | -------------------------------------- | -------------------------------------- | -------------------------------------- | -------------------------------------- | -------------------------------------- | -------------------------------------- | -------------------------------------- | -------------------------------------- | -------------------------------------- | -------------------------------------- |
| Positie:                               | 42                                     | 33                                     | 27                                     | 13                                     | 46                                     | 29                                     | 29                                     | 45                                     | 59                                     | 43                                     | 51                                     | 82                                     | uit                                    |

### 3FM Mega Top 50
| Hitnotering: 28-02-2009 t/m 23-05-2009 | Hitnotering: 28-02-2009 t/m 23-05-2009 | Hitnotering: 28-02-2009 t/m 23-05-2009 | Hitnotering: 28-02-2009 t/m 23-05-2009 | Hitnotering: 28-02-2009 t/m 23-05-2009 | Hitnotering: 28-02-2009 t/m 23-05-2009 | Hitnotering: 28-02-2009 t/m 23-05-2009 | Hitnotering: 28-02-2009 t/m 23-05-2009 | Hitnotering: 28-02-2009 t/m 23-05-2009 | Hitnotering: 28-02-2009 t/m 23-05-2009 | Hitnotering: 28-02-2009 t/m 23-05-2009 | Hitnotering: 28-02-2009 t/m 23-05-2009 | Hitnotering: 28-02-2009 t/m 23-05-2009 | Hitnotering: 28-02-2009 t/m 23-05-2009 | Hitnotering: 28-02-2009 t/m 23-05-2009 |
| Week:                                  | 1                                      | 2                                      | 3                                      | 4                                      | 5                                      | 6                                      | 7                                      | 8                                      | 9                                      | 10                                     | 11                                     | 12                                     | 13                                     |                                        |
| -------------------------------------- | -------------------------------------- | -------------------------------------- | -------------------------------------- | -------------------------------------- | -------------------------------------- | -------------------------------------- | -------------------------------------- | -------------------------------------- | -------------------------------------- | -------------------------------------- | -------------------------------------- | -------------------------------------- | -------------------------------------- | -------------------------------------- |
| Positie:                               | 37                                     | 17                                     | 12                                     | 8                                      | 7                                      | 10                                     | 18                                     | 24                                     | 27                                     | 30                                     | 37                                     | 45                                     | 50                                     | uit                                    |

### NPO Radio 2 Top 2000
| Nummer met noteringen in de NPO Radio 2 Top 2000 | '15  | '16-'21 | '22  | '23 | '24 |
| ------------------------------------------------ | ---- | ------- | ---- | --- | --- |
| Love Story                                       | 1816 | -       | 1529 | 450 | 624 |

1. ↑  Een '-' betekent dat het nummer niet was genoteerd en een vetgedrukt getal geeft de hoogste notering aan.
2. ↑  2015 was het eerste jaar met een notering voor dit nummer.